# Mark O'Connor
Mark O'Connor (Mountlake Terrace, 5 agosto 1961) è un musicista e compositore statunitense.

## Discografia parziale
- 1974 - National Junior Fiddling Champion
- 1976 - Pickin' in the Wind
- 1978 - Markology
- 1979 - On the Rampage
- 1979 - Soppin' the Gravy
- 1982 - False Dawn
- 1982 - Industry Standard (con The Dregs)
- 1985 - Meanings Of
- 1986 - Stone from Which the Arch Was Made
- 1988 - Elysian Forest
- 1989 - The Championship Years
- 1990 - Retrospective
- 1991 - The New Nashville Cats
- 1992 - Johnny Appleseed
- 1993 - Heroes
- 1993 - The Night Before Christmas
- 1994 - The Fiddle Concerto
- 1996 - Appalachia Waltz (con Yo-Yo Ma & Edgar Meyer)
- 1997 - Liberty!
- 1998 - Midnight on the Water
- 1999 - Fanfare for the Volunteer
- 2000 - Appalachian Journey (con Yo-Yo Ma & Edgar Meyer)
- 2001 - The American Seasons
- 2001 - Hot Swing!
- 2003 - Thirty-Year Retrospective (con Chris Thile, Bryon Sutton)
- 2003 - Hot Swing Trio: In Full Swing
- 2004 - Crossing Bridges
- 2005 - Hot Swing Trio: Live in New York
- 2005 - Double Violin Concerto (con Nadja Salerno-Sonnenberg)
- 2006 - Folk Mass (con Gloriae Dei Cantores)
- 2007 - The Essential Mark O'Connor
- 2008 - Americana Symphony (Baltimore Symphony, Marin Alsop)
- 2009 - String Quartets No. 2 & 3
- 2011 - An Appalachian Christmas
- 2012 - American Classics
- 2012 - America On Strings
- 2014 - MOC4
- 2015 - Duo. (con Maggie O'Connor)
- 2016 - Coming Home
- 2019 - A Musical Legacy
- 2021 - Markology II
- 2024 - Life After Life (con Maggie O'Connor)

## Premi
- Country Music Association
  - Country Music Association Award for Musician of the Year: 1991, 1992, 1993, 1994, 1995, 1996